# Lee Korzits
Lee (Lee-El) Korzits (Hofit, 25 maart 1984) is een Israëlische windsurfster. Ze is viervoudig wereldkampioen.
Korzits won haar eerste wereldkampioenschap toen ze 19 jaar was. Ze was daarmee de eerste vrouwelijke Israëlische wereldkampioen, en de jongste surfer ooit die de wereldtitel won. 
Na een teleurstellende dertiende positie op de Olympische Spelen van Athene in 2004 werd ze getroffen door een reeks van ernstige blessures. In april 2005, tijdens het surfen in Hawaï, raakte Korzits ernstig gewond nadat ze geraakt werd door een andere surfer. De surfplank botste in haar rug en brak twee van haar ribben. In eerste instantie dachten de artsen dat er onomkeerbare schade was toegebracht aan haar rug, en vertelden haar dat ze twijfelden of ze ooit weer in staat zou zijn om professioneel te surfen. Ze verloor uiteindelijk haar plek op het Israëlische Olympische team voor de Spelen van 2008 in Peking aan haar teamgenoot Ma'ayan Davidovich. Ze keerde terug naar Israël voor revalidatie en maakte een volledig herstel door. Ze maakte haar rentree in het zeilen in 2010. 
In de zomer van 2011 won ze een zilveren medaille op het Europees kampioenschap, haar eerste medaille in een grote wedstrijd sinds haar wereldtitel in 2003. Haar succes hield aan door op de wereldkampioenschappen in datzelfde jaar haar tweede wereldtitel te pakken. Door het winnen van deze wereldtitel schreef ze opnieuw geschiedenis; ze werd de eerste Israëlische sporter met twee wereldtitels. Een paar maanden later veroverde ze haar derde wereldtitel op de wereldkampioenschappen van 2012. Ze nam deel aan de Olympische Spelen in Londen in 2012, en behaalde daar de zesde plaats. Een jaar later verdedigde ze met succes haar wereldtitel.

## Palmares
- 2003 - WK,
- 2004 - OS, 13e
- 2011 - EK,
- 2011 - WK,
- 2012 - WK,
- 2012 - OS, 6e
- 2013 - WK,